# Filice (Działdowo)
Filice (deutsch Fylitz) ist ein Dorf in der polnischen Woiwodschaft Ermland-Masuren. Es gehört zur Gmina Działdowo (Landgemeinde Soldau) im Powiat Działdowski (Kreis Soldau).

## Geographische Lage
Filice liegt im Südwesten der Woiwodschaft Ermland-Masuren, 20 Kilometer südwestlich der früheren Kreisstadt Neidenburg (polnisch Nidzica) bzw. sechs Kilometer nordwestlich der heutigen Kreismetropole Działdowo (deutsch Soldau i. Ostpr.).

## Geschichte
Als Quilitz wurde der kleine Ort 1350 gegründet und vor 1785 Fyllitz bzw. nach 1785 Filitz genannt. 1874 wurde die Landgemeinde in den neu errichteten Amtsbezirk Borchersdorf im ostpreußischen Kreis Neidenburg integriert. 351 Einwohner zählte das Dorf im Jahre 1910.
Fylitz lag im Soldauer Gebiet und wurde aufgrund des Versailler Vertrages 1920 an Polen abgetreten. Das Dorf erhielt die polnische Namensform „Filice“. Am 1. August 1934 wurde die Landgemeinde Filice gebildet, die alle Orte der vorherigen Amtsbezirke Borchersdorf und Usdau (polnisch Uzdowo) einschloss. Am 26. Oktober 1939 wurde sie in das Deutsche Reich eingegliedert, das Dorf in „Fylitz“ rückbenannt und die Orte in den neuformierten  Amtsbezirk Tauersee (polnisch Turza Wielka), nun wieder im Kreis Neidenburg, umgegliedert.
1945 allerdings fiel in Kriegsfolge das gesamte südliche Ostpreußen an Polen. Fylitz erhielt die polnische Namensform „Filice“ zurück und ist heute mit dem Sitz eines Schulzenamts (polnisch Sołectwo) eine Ortschaft im Verbund der Gmina Działdowo (Landgemeinde Soldau) im Powiat Działdowski (Kreis Soldau), bis 1998 der Woiwodschaft Ciechanów, seither der Woiwodschaft Ermland-Masuren zugehörig. Im Jahre 2011 zählte Filice 255 Einwohner.

## Kirche
Vor 1945 war Fylitz seitens der römisch-katholischen Kirche  in die Stadtpfarrei Soldau (polnisch Działdowo) eingegliedert. Evangelischerseits war das Dorf Teil des Kirchspiels Borchersdorf (polnisch Burkat), das bis 1920 und zwischen 1940 und 1945 in die Kirchenprovinz Ostpreußen der Kirche der Altpreußischen Union, von 1920 bis 1940 der Diözese Działdowo der Unierten Evangelischen Kirche in Polen zugehörte.
Heute ist Filice katholischerseits zur St.-Johannes-Paul-II.-Kirche in Burkat im Bistum Toruń hin orientiert. Die evangelischen Einwohner sind zur Stadtkirche Działdowo in der Diözese Masuren der Evangelisch-Augsburgischen Kirche in Polen ausgerichtet.

## Verkehr
Filice liegt verkehrstechnisch günstig an der Woiwodschaftsstraße 542, die von der Kreisstadt Działdowo aus sich durch den Powiat zieht und im Nachbarpowiat Ostródzki an der Schnellstraße 7 (Danzig–Warschau, auch Europastraße 77) endet. Eine Nebenstraße verbindet das Dorf mit den Nachbarorten Niestoja (Niostoy) und Turza Wielka ((Groß) Tauersee).
Die nächste Bahnstation ist Burkat (Borchersdorf) an der elektrifizierten und zweigleisigen Bahnstrecke Danzig–Warschau.